# Verdades ocultas
Verdades ocultas è una telenovela cilena trasmessa su Mega dal 24 luglio 2017 al 20 giugno 2022.

## Personaggi
- Camila Hirane como Rocío Verdugo Flores, interpretata da Camila Hirane
- Agustina Mackenna Guzmán, interpretata da Carmen Zabala
- Diego Castillo Hurtado, interpretato da Cristián Arriagada
- Tomás Valencia Fernández, interpretato da Matías Oviedo
- Eliana Zapata Marín, interpretata da Francisca Gavilán
- María Luisa Guzmán, interpretata da Viviana Rodríguez
- Francesco Leone, interpretato da Juan Falcón
- Gracia Pérez, interpretata da Katty Kowałeczko
- Leticia Hurtado, interpretata da Maricarmen Arrigorriaga
- Ricardo San Martín Marín, interpretato da Julio Jung Duvauchelle
- Samantha Miller Pérez, interpretata da Javiera Díaz de Valdés
- Leonardo San Martín Marín, interpretato da Carlos Díaz
- Nicolás Walker, interpretato da Emilio Edwards
- Claudia Cárdenas, interpretata da Luna Martinez
- Marco Tapia, interpretato da Camilo Carmona
- Julieta Miller Pérez, interpretata da Antonia Bosman
- José Luis Rodríguez, interpretato da Alexander Solórzano
- Juan Francisco Rodríguez, interpretato da Mauricio Flores
- Cristobal Tapia, interpretato da Beltrán Izquierdo
- Benjamín Silva Verdugo, interpretato da Stefan Platz
- Sofía Walker Cárdenas, interpretata da Dominique Román